# Fricativa alveopalatal eyectiva
La fricativa alveopalatal eyectiva es un sonido consonántico no pulmonar usado en algunos idiomas hablados, su símbolo en el alfabeto fonético internacional es el de una Fricativa alveolo-palatal sorda ⟨ɕ⟩, modificada por el apóstrofo que tienen todas las consonante eyectivas para diferenciar las consonantes pulmonares de las eyectivas, su símbolo equivalente en X-SAMPA es «s\_>».

## Características
- Es una consonante fricativa, lo que significa que parte de su sonido es generado en la boca por las vibraciones de una turbulencia causada por la corriente del aire expulsado.
- Su punto de articulación es alveolo-palatal, lo que significa que la lengua se apoya entre la cresta alveolar y el paladar, esto es, que se posiciona en el punto postalveolar; la lengua contacta por la parte laminar.
- Su tipo de fonación es sorda, lo que significa que las cuerdas vocales no vibran durante la articulación.
- Es una consonante central , lo que significa que se produce dirigiendo la corriente de aire a lo largo del centro de la lengua, en lugar de hacia los lados.
- Es una consonante oral, lo que significa que el aire puede escapar únicamente por la boca.
- El mecanismo de la corriente de aire es eyectivo (egresivo glótico), lo que significa que el aire es expulsado al bombear la glotis hacia arriba.

## Ocurre en
| Idioma    | Idioma           | Palabra | AFI     | Significado | Notas                                              |
| --------- | ---------------- | ------- | ------- | ----------- | -------------------------------------------------- |
| Adigués   | Dialecto abjasio | щӏэ     | [ɕʼa]   | 'nuevo'     | Dialectal. Corresponde a [t͡ʃʼ] en otros dialectos. |
| Cabardino | Cabardino        | пщӀы    | [pɕʼə]ⓘ | 'diez'      |                                                    |